# Isidrogalvia longiflora
Isidrogalvia longiflora är en kärrliljeväxtart som först beskrevs av Henry Hurd Rusby, och fick sitt nu gällande namn av Robert William Cruden och Laurence J. Dorr. Isidrogalvia longiflora ingår i släktet Isidrogalvia och familjen kärrliljeväxter. Inga underarter finns listade.